# ميغيل داغوستينو
ميغيل داغوستينو (بالإسبانية: Miguel D'Agostino)‏ هو لاعب كرة قدم أرجنتيني، ولد في 1972 في مدينة بارانا، انتري ريوس في الأرجنتين. لعب مع أتلتيكو باتروناتو وإل. دي. يو. كيتو وخميناسيا خوخوي ونادي أنغوليم ونادي كومبوستيلا ونادي نيور ونيولز أولد بويز.

## وصلات خارجية
- ميغيل داغوستينو على موقع قاعدة بيانات كرة القدم.إي يو (الإنجليزية)